# 科学的認識の成立条件
科学的認識の成立条件（かがくてきにんしきのせいりつじょうけん、英: The Process of Establishing Mental Recognition in Science）とは、1966年に板倉聖宣が発表した認識論である。認識の成立条件ともいう。板倉は認識は次の3つの命題で成立するとした。
1. すべて認識というものは、実践・実験によってのみ成立する。
2. 科学的認識は法則的認識であって、仮説を実験的に検証することによってのみ行われる。
3. 科学的認識は社会的認識である。[2]

さらに、板倉は科学史学の基礎命題として次の二つをあげている。
1. 頭の良い人間がいれば、そこに科学が自然に生まれるというものではない。科学が生まれ発展するためには、その社会が科学研究の発展に好都合に組織されており、かつ科学研究の優れた伝統を受け継がなければならない。
2. 哲学は経験から始まり論証に終わるが、科学はたくましい想像・議論から始まり、実験に終わる。[3]

板倉はこれらの認識論を使って仮説実験授業を具体化し、科学史研究だけでなく科学入門教育においても多くの実績をあげた。板倉はのちにこの認識論を仮説実験的認識論とも命名している。

## 概要

### 命題1について
1. 認識とは「確認された感覚」で、対象を認識するには、その対象を確認しようとして目的意識的に見つめる働きがなくてはならない。人間の目的意識的なある考え（予想）を確認しようとする活動によって、はじめて感覚を越えた認識が成立する[4]。
2. 実験とは対象に目的意識的に働きかけることで、必ずしも対象に接触してそれに変化を加ええるということを意味しない。対象に働きかけるというのは、あらかじめその対象についてある種の予想をもって、あらためてその対象を見つめることによってその予想の正否を確かめようとする活動も含む。特別な目的も予想も持たない観察は実験には含めない[5]。
3. この場合の実践とは対象に対してある種のイメージや先入観、予想を持って対象に働きかけておこなわれるもので、実験と同じような効果を生む[6]。

### 命題2について
1. 科学的認識がめざすものは、条件さえ同じなら常に同じ結果を生じるという法則を明らかにすることであって、原理的に1回きりの個性的な事件を問題にするものではない。地球の歴史や生命の誕生や進化などの自然の歴史を論じる科学についても、初めは歴史的な事象を記述するにとどまっても、やがて一般的な法則を見出さなければならない[7]。
2. 法則的認識は仮説を実験的に検証することによってのみ成立する。科学は既に知られている諸現象の解釈によってなり立つものではなく、まずその解釈を仮説として提起して、それを改めて実験的に検証しなければならない。科学は対象に関する法則性を問題にするのであるから、その法則は既に知られていることだけでなく、未知の現象への規定や予言も含み、それらが検証される[8]。
3. 科学上の理論・法則・仮説は実験によってその真否を問うことができるような具体的・一意的な内容を持つものでなければならない。科学上の理論・法則・仮説は未知の具体的現象について予言的能力を持つからこそ価値がある[9]。
4. もともと有限の事実から無限の規定を含むような理論・法則を一度に一義的に導き出すということは困難である。既に知られている事実がいかに多くともさまざまな解釈の可能性が残っているものである。そこで科学は「事実→理論」という形で進歩するのではなく、「仮説→実験→仮説→実験」のように繰り返しの形でのみ進歩していく[10]。

### 命題3について
1. 誰かがある法則を発見したとしても、それが公表され、社会的に認められなければ、その法則は科学の中に位置づけられたものとはいえない。「社会的に認められる」というのはとりあえず科学者の組織の中に迎え入れられることを意味する。論文はまず科学者たちの検証に委ねられるべき素材として登録される[11]。
2. 科学者の仕事は真理を悟ることではなく、それを誰でもが認めなければならないような形で証明してみせることである。その社会の中で他の人々に十分納得のいくように証明できなければ、科学としては不十分なのである[12]。
3. 科学上ではすでに確認されている理論といえども、その理論を初めて理解しようとするものにとっては、1つの仮説的な存在としての意味しか持たない。科学教育の初期段階においては、科学上の理論と個人の先入観や常識と相矛盾することが少なくない。そのような場合は先入観や常識とはっきり対立するような形で科学的法則を提示しないと、その人に科学が理解されないことになる[13]。
4. 独創的科学研究には従来の科学や常識にとらわれない社会的に自由な立場が必要であり、社会的な反対を克服しうるような強い意志と行き届いた研究とが必要である[14]。
5. 科学を始めたのは古代ギリシャ人以外にはない。自然そのものの体系的・論理的・分析的・実験的な研究の伝統は古代ギリシャの哲学・自然研究の伝統を受け継がないところには、ついに発生する事がなかった[注 1]。その意味で古代ギリシャ人は全世界の科学の生みの親ということができる[16]。

## 科学史への応用
唐木田健一は板倉の科学論を評価して次のように従来の科学論を批判している。
板倉はまず、理論選択の基準はその単純性（あるいは非技巧性）にあるとするマッハ主義を批判します。地動説を採用すれば現象の説明は簡単になるということは、天動説の大家プトレマイオスが主張していたことです。マッハ主義ではコペルニクス的回転の意義を評価できないのです。さらに、基本理論の交代が理論の外のきっかけ、たとえば新事実の発見や他の理論の影響によって引き起こされるという「機械論」も科学史の現実とは合いません。同様にして、理論は事実に合わせて変化するという「実証主義」も、天動説は大いに実証的であった点で、排除されます。
また、唐木田は「またコペルニクスもプトレマイオスも「どっちもどっち」という「相対主義」も排除される」と述べている。

## 教育への応用
板倉は「（科学の歴史から）科学的な考え方というものが子どもたちの中から自然発生的に生じると期待することができない」のだから「科学教育は何よりもまず、古代ギリシャ人の哲学の伝統を受け継ぐ近代科学の思考態度を具体的な形で伝達しなければならない」と考えた。
板倉は科学的認識の成立条件を教育に当てはめて仮説実験授業を提唱した。仮説実験授業とは、重さの概念とか力の原理といった科学上の最も一般的で基礎的な概念や法則を、教室における授業の中で確実に学び取らせて、科学とは何かを体験的には把握させることを意図している。そのために科学的認識の成立過程に即して、
問題→予想・仮説→討論→実験
のように構成されている。

## 社会に対する応用
板倉は科学的認識の理論を社会にも適用して次のように述べている。
社会の仕組みを私たちが直接見ることができないからといって、それらを認識できないわけではない。また、与えられた事実をそのまま受け取って社会を判断しなければならないわけではない。ここでも私たちはいろいろ疑ってみて、社会の本当の仕組みがどうなっているか、－たとえば、ソ連やアメリカの政治・社会はどうなっているのか、日本は本当に独立しているかなど－いろいろな予想を立ててみて、その予想が正しいか間違っているか、何を調べれば良いかを突き止めて、それから確かな事実をもとにして調べてみるということが必要なのである。
例えば「ソ連はクレムリンの独裁だとすると、労働者は進んで働こうとしないだろうが、事実はどうだろうかとか、「日本が本当に独立しているとすれば吉田政府のやり方はどうも変ではないか」とか調べていけば、いくら大量の一方的な宣伝によってもごまかされることなく、少なくとも大筋のところははっきりつかめるようになるに違いない。
私たちはこのような社会の仕組みをしっかりつかんでいないと、しばしば表面的な類推によって失敗することになる。例えば社会主義社会と資本主義社会とをその社会の構造の根本的な違いを考えることなしに表面的に比較してはならないはずである。
私たちが予想をより確かなものとするには、どんな場合にも過去の経験に学び、予想を絶えずさまざまな実践によって点検し、対象の表面的な理解ではなく、全体との関連において構造的・本質的な理解へと進まなければならない。そのような予想と実践による点検との結合無しには、過去の経験を生かし、より確かな予想を得ることはできないのである。